# Turqueville
Turqueville is een gemeente in het Franse departement Manche (regio Normandië) en telt 117 inwoners (1999). De plaats maakt deel uit van het arrondissement Cherbourg-Octeville.

## Geografie
De oppervlakte van Turqueville bedraagt 5,3 km², de bevolkingsdichtheid is 22,1 inwoners per km².
De onderstaande kaart toont de ligging van Turqueville met de belangrijkste infrastructuur en aangrenzende gemeenten.

## Demografie
Onderstaande figuur toont het verloop van het inwonertal (bron: INSEE-tellingen).

1. ↑  Populations de référence 2022.